# 上海邦人商人射殺事件
上海邦人商人射殺事件（シャンハイほうじんしょうにんしゃさつじけん）は、1936年（昭和11年）7月10日上海在住の日本人商人が射殺された事件。萱生事件（かようじけん）ともいう。
1936年7月10日午後8時半頃、三菱商事上海支店と取引のある海産物ブローカー萱生鑛作（当時33歳）が拳銃で撃たれ殺害された。萱生は夕涼みの帰り、近所の子供3人をつれて上海在留日本人住宅地の近くを歩いていたところ突然背後から頭部を狙撃され、運ばれた福民医院にて間もなく死亡した。
上海特別市公安局は上海共同租界工部局警察との協力の下に捜査し、一名を逮捕。同年9月12日の公判においてなされた被疑者金道權の供述はつぎの通り。
- 萱生の殺害には直接関与していない
- 仲間の華克之（一味の首領）が劉老四に拳銃を渡したのを目撃した
- 劉は自身が萱生を殺害したと語っていた
- 第二の日本人暗殺を企てたが、8月10日着手前に公安局に逮捕された
- 第二の暗殺で自分は連絡係を担当していた
- 華克之は、日中間に戦争を起こさせるための暗殺であると語っていた

同年12月28日、中国法院は事件の共同主犯とされた王振聲、毛永虎に対して死刑判決を下し、金道權ら五名に懲役刑（十三年から二年）を言い渡した。
この事件は同じく上海で起きた中山水兵射殺事件（1935年11月）が未解決のうちに突発したもので、1936年の日中国交調整交渉前後に頻発した一連の抗日テロ事件のひとつである。